# KSTP-FM
KSTP-FM oder kurz KS95 ist ein US-amerikanischer UKW-Hörfunksender in der Metropolregion Minneapolis–Saint Paul, Minnesota.
Der Sender sendet auf der Frequenz 94,5 FM und gehört zum Genre „Top 40 Radio“. Der Sender gehört der Hubbard Broadcasting, Inc. und wird über den Telefarm Towers Shoreview verbreitet. Neben diesen wird seit 1999 auch der TV-Sender KSTP verbreitet. Die Mittelwellen-Schweststation ist KSTP-AM.

## Geschichte
Hubbard startete KSTP-FM ursprünglich unter dem Rufzeichen W9XUP auf der Sendefrequenz 102.1 MHz im Jahre 1947. Der Sender wurde 1952 stillgelegt und die Lizenz wurde storniert,  aber im Jahre 1965 ging KSTP wieder auf Sendung und sendet bis heute auf der Frequenz 94,5 FM. Auf der Frequenz 102,1 FM sendet heute der Sender KEEY-FM. KSTP nutzte bis 1977 das MOR-Format, bevor man das Format in Adult Contemporary (AC) änderte. Darüber hinaus wurde auch Musikrichtung zu Rock Musik geändert. Außerdem verwendete man das Rufzeichen KS95.
Seit dem 28. April 2016 ist der Stream von KS95 nicht mehr außerhalb der USA zu hören, ohne dass ein Grund genannt wurde.

## Programm
KSTP war von 1985 bis 1987 auch ein Radio-Network für die Minnesota Vikings.
Einer der Slogans lautete 80s, 90s and Today (dt. 80er, 90er Jahre und Heute).
2007 nutzte KS95 „Variety… ’80s, ’90s & Today“
Seit 2010 sendet KSTP-FM unter dem Slogan in „90s, 2K and today.“ geändert.